# Sokolské sonety
Sokolské sonety (cz. Sokolskie sonety) – debiutancki tomik wierszy czeskiego poety Karela Hlaváčka, opublikowany w 1895. Pod względem tematycznym i stylistycznym różni się od jego dojrzałej twórczości. Użycie formy sonetowej zapowiada jednak późniejszą wirtuozerię formalną autora. Tematyka zbiorku wynikała z biografii Hlaváčka, który w czasie studiów związał się z organizacja sokolską i współpracował z pismem "Sokol".